# Мулай Юсуф
Юссеф бен Хассан (араб. السلطان يوسف بن الحسن‎; 1882—17 ноября 1927) — султан Марокко с 1912 года. Управлял Французским Протекторатом Марокко с 1912 года вплоть до своей смерти в 1927 году. Из династии Алауитов.

## Биография
Был рождён в городе Мекнесе от султана Хасана I, унаследовал трон от своего брата, султана Абд аль-Хафида, отрёкшегося от престола после заключения в 1912 году Фесского соглашения, сделавшего Марокко французским протекторатом.
Правление Юссефа было беспокойным, отмеченным многочисленными восстаниями против королевской семьи, отказавшейся от независимости Марокко. Наиболее серьёзным восстанием было восстание берберов. Начавшееся в испанской зоне контроля, на севере страны, оно перекинулось и на территорию, контролировавшуюся Францией, и продолжалось до разгрома восставших франко-испанской коалицией в 1925 году. Для обеспечения собственной безопасности Юссефу пришлось перенести свой двор из Феса в Рабат, ставший с тех пор столицей страны.
Правление Юссефа внезапно прекратилось в результате его скоропостижной смерти от уремии в 1927 году. Наследником его стал сын, Мухаммед V.

## Дети
- Мухаммед V- приемник отца, первый король Марокко
- Идрис